# Коряковка
Коряко́вка (каз. Коряковка) — село у складі Павлодарського району Павлодарської області Казахстану. Входить до складу Зангарського сільського округу.
Населення — 180 осіб (2021; 176 у 2009, 195 у 1999, 344 у 1989).
Національний склад станом на 1989 рік:
- казахи — 67 %